# Federico Gentile
Federico Gentile (Napoli, 14 aprile 1904 – Firenze, 21 maggio 1996) è stato un editore italiano.

## Biografia

### Studi e inizi con Treves
Figlio secondogenito del filosofo Giovanni e di Erminia Nudi, si laureò nel 1925 all'Università di Roma con una tesi su Blaise Pascal che due anni più tardi, riscritta dopo un periodo di studi a Parigi, fu pubblicata da Laterza. 
Tornato dalla Francia, Gentile fu assunto presso la casa editrice Treves di Milano, in veste di segretario generale fino al 1932 e di direttore della Biblioteca di cultura politica, dove pubblicò, tra le altre, opere del padre, di Gioacchino Volpe, Ugo Spirito e Ruggero Bonghi.

### Alla Sansoni
Nel settembre del 1932 suo padre assunse il controllo della casa editrice Sansoni di Firenze (divenendone poi proprietario unico nel 1935) e lo chiamò a occuparsene, con il fratello minore Fortunato, naturalmente sotto l'ala protettrice della sua esperienza e il suo impressionante parco di autori e collaboratori, basata sull'impresa dell'Enciclopedia Italiana: Ruggero Bonghi, Alessandro D’Ancona, Roberto Davidsohn, Carlo Diano, Ferdinando Martini, Ernesto Parodi, Ermenegildo Pistelli, Pio Rajna, Francesco Torraca, G. Voigt… Nello stesso anno Federico sposò Anna Maria Grelling, da cui ebbe Giovanni, Nicoletta e Giorgio.
(Federico Gentile in Festa per un editore. Federico Gentile, Casa editrice Le Lettere, Firenze 1995, pp. 27 - 28 (in occasione dei 90 anni dell'editore))
Il dinamismo apportato dal non ancora trentenne Federico risulta evidente dal crescere anno dopo anno del numero di titoli pubblicati, che salgono dagli 11 del 1932 al massimo dei 103 del 1937, fatto poi salvo il nuovo crollo a 34 del 1945 in seguito alla guerra e ai drammatici eventi del 1944 che portarono alla morte violenta del padre filosofo, rimasto fedele al fascismo. Nel solo 1933 il catalogo della casa editrice si arricchì di sette nuove collane: "Biblioteca italiana", "Biblioteca moderna", "Pubblicazioni della Scuola di scienze corporative dell’Università di Pisa", "Biblioteca scolastica di classici latini e greci", "Collana scolastica di testi filosofici", "Pubblicazioni della Scuola Normale Superiore di Pisa", "Biblioteca hispano-italiana". Ad esse si affiancò una decina di riviste culturali, dal Leonardo nuova serie a Lingua nostra. Alla fine della Sansoni di Federico Gentile esse saranno una trentina, tra cui il celebre Paragone di Roberto Longhi. 
(Valentino Bompiani, Il mestiere dell'editore, Longanesi, Milano, 1988, p. 49.)
Come il padre, Federico Gentile aderisce al fascismo, ma già alla fine degli Anni Trenta si avvale in veste di collaboratori o consiglieri di personaggi contrari al fascismo o avviati a diventarlo, come Mario Bonfantini, Guido Calogero, Lavinia Mazzucchetti, Carlo Muscetta. Fondamentale poi la lunga amicizia con Delio Cantimori.

### Caduta del fascismo e nuovo inizio
(Federico Gentile, in Festa per un Editore, opera citata)
Alla guerra, a cui Federico partecipò volontario come capitano di artiglieria finendo prigioniero in Polonia, seguirono la caduta del fascismo, la morte di due dei fratelli di Federico, l'uccisione di suo padre (15 aprile 1944) e la morte della madre (gennaio 1945), eventi ovviamente drammatici per lo stesso Federico e per la casa editrice, che fu messa sotto gestione commissariale, escludendo la famiglia Gentile. Nel 1945, tuttavia, il governo Parri gli consentì di riprendere il controllo della Sansoni, e a poco a poco il parco autori si arricchì di nomi (o li confermò) come Migliorini, Devoto, Carlo Diano Omodeo, Longhi, Salmi, Calogero, Saitta, Praz, Russo, Contini, Bausani e tanti altri. Nel 1946, dai 34 titoli dell'anno precedente si passò a 144, per attestarsi su una media di circa 70 all'anno.
Ma Federico era figlio del creatore della Enciclopedia Italiana e da lui aveva ereditato la passione per questi monumenti alla cultura. Ne nacquero opere imponenti come Enciclopedia Cattolica, Enciclopedia medica italiana, Enciclopedia dello Spettacolo, Enciclopedia filosofica, Enciclopedia Universale dell'arte, Il Leonardo: Enciclopedia delle scienze e delle tecniche e giù giù fino alla più popolare di tutte, il Dizionario Enciclopedico Sansoni, nato in 4 volumi e destinato ad avere una serie di avatar dai 5 ai 6 volumi fino a diventare il volume singolo del DEU. Dizionario Enciclopedico Universale.

### Massimo sviluppo e crisi

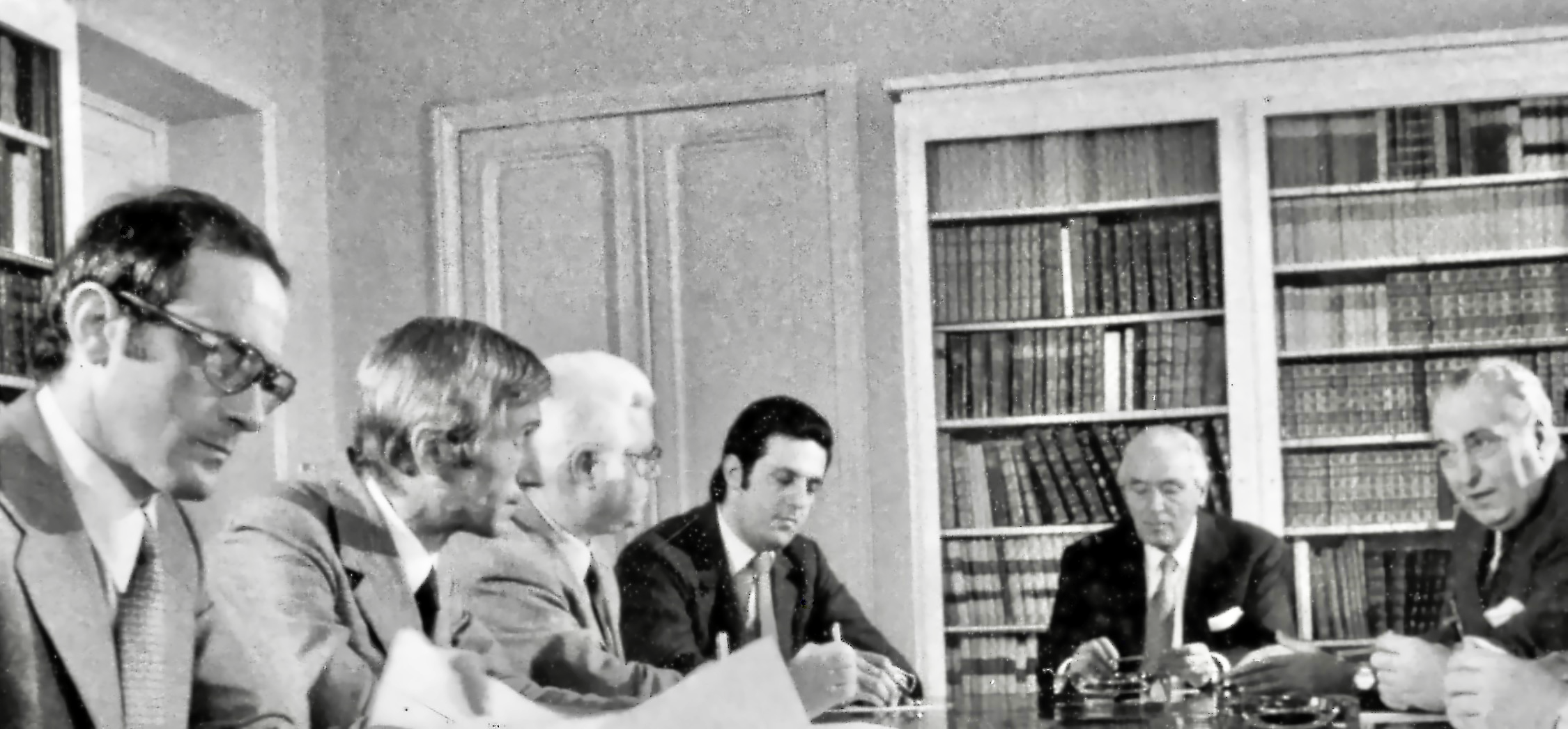
Riunione editoriale alla Sansoni, 1974. Da dx: Federico Gentile (Amm. delegato), Benedetto Gentile (Presidente), Giovanni Gentile (Dir. generale), Giuliano Bernardi (Dir. commerciale), Alberto Busignani (Capo Redazioni Arte), Mario Biondi (Capo Ufficio Stampa)

L'editoria di libri nel frattempo aveva scoperto l'importanza della diffusione in edicola, e a quel fine erano nate in Sansoni le collane dei tascabili seguite dai fascicoli del Galileo. Enciclopedia delle scienze e delle tecniche e poi dalle assai più popolareggianti Enciclopedia della pesca, Enciclopedia della caccia, Il mondo in cucina. Enciclopedia gastronomica, Enciclopedia dei fumetti e Grande Enciclopedia degli Animali.
Assai più notevoli i due grandi Dizionari bilingui, il tedesco e poco dopo l'inglese. Ma si era ormai nel cuore dei Settanta, anni di profonda crisi per gli editori. Come diverse altre gloriose case, la Sansoni subì un tracollo irreversibile che nel 1975 la portò in Amministrazione controllata, finché il 28 giugno 1976 la famiglia Gentile — all'amministratore delegato Federico si erano affiancati il fratello Benedetto (presidente) e il figlio Giovanni (direttore generale) — la vendette alla Rizzoli. Ma l'istancabile Federico fondò subito la casa editrice Le Lettere, tuttora viva, affidandola ai figli Giovanni e Nicoletta. La commissionaria libraria LiCoSa rimase alla famiglia.